# Niegrzeczny chłopiec
Niegrzeczny chłopiec (duń. Den uartige Dreng) – baśń literacka autorstwa Hansa Christiana Andersena, wydana po raz pierwszy w Kopenhadze w grudniu 1835 roku.

## Publikacja
Andersenowska baśń literacka o Niegrzecznym chłopcu została po raz pierwszy opublikowana 16 grudnia 1835 roku w Kopenhadze przez wydawnictwo C.A. Reitzel w antologii Baśnie, opowiadane dla dzieci. Pierwszy zbiór. Druga broszura. 1835 (duń. Eventyr, fortalte for Børn. Første Samling. Andet Hefte. 1835) razem z Towarzyszem podróży i Calineczką. W katalogu dzieł Hansa Christiana Andersena autorstwa B.F. Nielsena Niegrzeczny chłopiec ma numer 278. Baśń wznowiono dwukrotnie za życia pisarza: w 1849 oraz 1862 roku.
Autorami ilustracji do wydań baśni byli: Vilhelm Pedersen i William Heath.
W utworze pojawia się postać z mitologii rzymskiej – bożek Kupidyn.

## Polskie przekłady
Jak w przypadku innych baśni Andersena historia tłumaczeń Niegrzecznego chłopca na język polski sięga XIX wieku:
- 1859 – Niegrzeczny chłopczyk: Fryderyk Henryk Lewestam (tłum.): Powiastki moralno-fantastyczne. Warszawa. Brak numerów stron w książce
- 1892 – Niegrzeczny chłopczyk: Wanda Młodnicka (tłum.): Fantastyczne opowieści. Lwów. Brak numerów stron w książce
- 1898 – Niegrzeczny chłopiec: N. Z. i T. (tłum.): Bajki i opowiadania. Warszawa. Brak numerów stron w książce
- 1931 – Niegrzeczny chłopiec: Stefania Beylin (tłum.): Baśnie. Warszawa. Brak numerów stron w książce
- 2006 – Niegrzeczny chłopiec: Bogusława Sochańska (tłum.): Baśnie i opowieści. Tom I 1830–1850. Poznań. s. 119–120. ISBN 978-83-7278-194-9. (z oryginału duńskiego)

## Fabuła
Streszczenia dokonano na podstawie wersji duńskiej.
Stary poeta siedzi wygodnie przy piecu, gdy na dworze szaleje burza i leje jak z cebra. Poeta myśli z troską o osobach, które są zmuszone przebywać na dworze w taką pogodę. Nagle słyszy głos dziecka błagającego o wpuszczenie do domu. Poeta podchodzi do drzwi i widzi malca, zupełnie nagiego i drżącego z zimna. Bierze dziecko za rękę i wprowadza je do środka, oferując mu ciepło, wino i jabłko. Chłopiec ma piękne, jasne oczy i długie, kręcone blond włosy. Wygląda jak mały aniołek, cały się trzęsie z zimna. W dłoni trzyma zniszczony przez deszczówkę łuk.
Poeta sadza chłopca na kolanach, suszy mu włosy i ogrzewa jego ręce. Gotuje dla niego słodkie wino, aż chłopiec odzyskuje siły i rumieńce. Radosny chłopiec zeskakuje na podłogę i zaczyna tańczyć wokół poety. Ten pyta go o imię, a chłopiec odpowiada, że nazywa się Amor. Dodaje, że jego łuk służy do strzelania. Napina cięciwę, celuje i strzela wprost w serce starego poety. Śmieje się głośno i ucieka, nie zważając na to, co zrobił.
Poeta leży na podłodze i płacze, bo został trafiony. Skarży się, że Amor to bardzo niegrzeczny chłopiec, który wyrządza krzywdę. Starzec postanawia ostrzegać wszystkie dobre dzieci, by nigdy się z Amorem nie zadawały.
Mimo to Amor wszystkich oszukuje, bo jest bardzo przebiegły. Udaje studenta, nosi książkę i czarny płaszcz, przez co nikt go nie rozpoznaje. Chłopcy myślą, że to ich kolega, i dają się podejść, a wtedy Amor ich rani. Dziewczęta również stają się jego ofiarami, nawet gdy wracają z kościoła. Amor jest wszędzie: w teatrze siedzi w żyrandolu i udaje lampę. Biega po parkach i wałach, zawsze gotowy, by kogoś trafić. Nawet rodzice dziecka, do którego mówi poeta, zostali przez niego kiedyś zranieni. Amor to zły chłopiec i nikt nie powinien się z nim zadawać, bo czyni tylko szkody.

## Galeria

Ilustracje baśni Niegrzeczny chłopiec
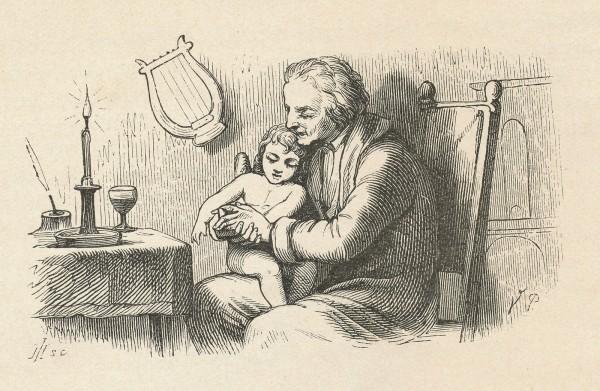
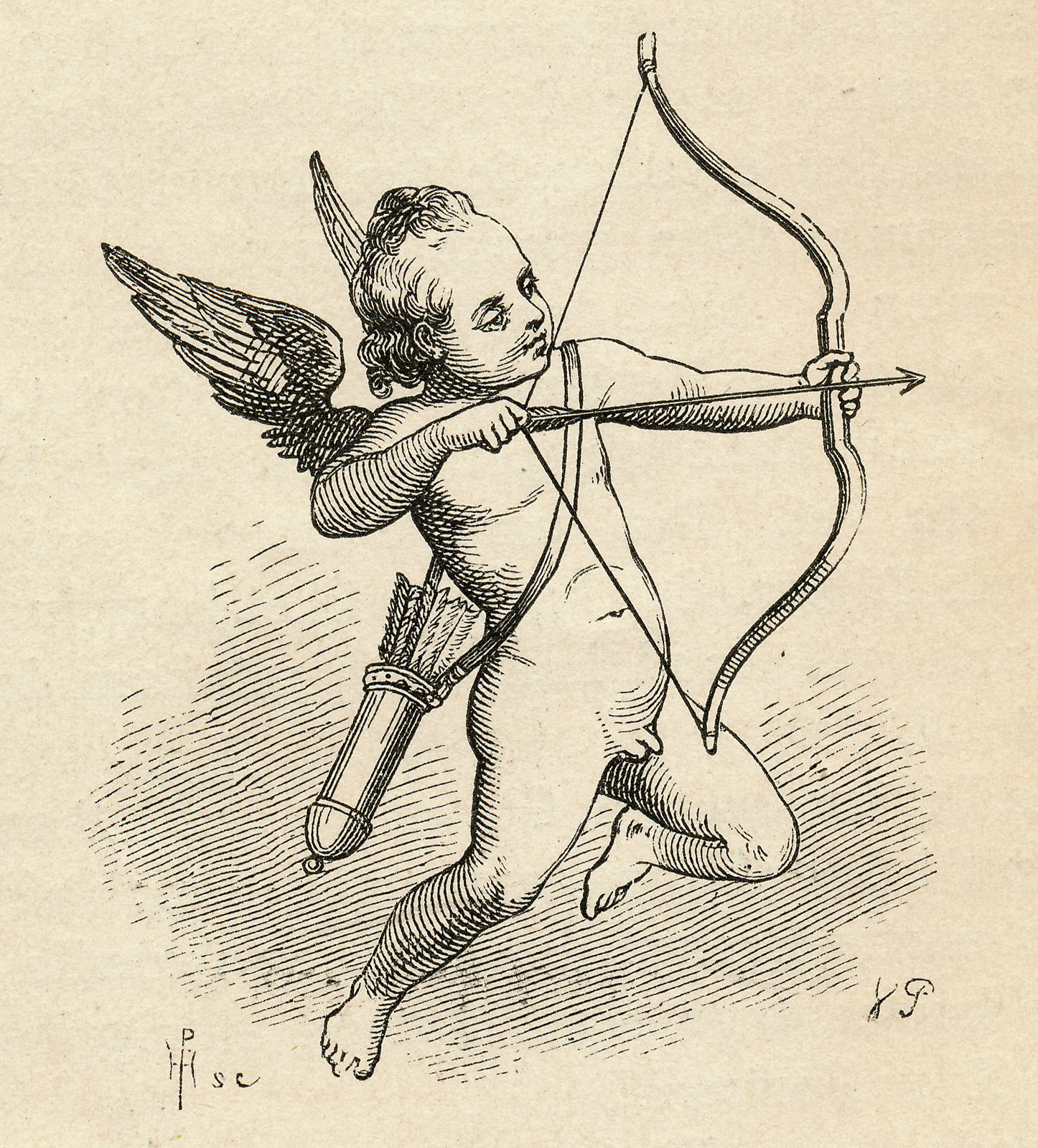
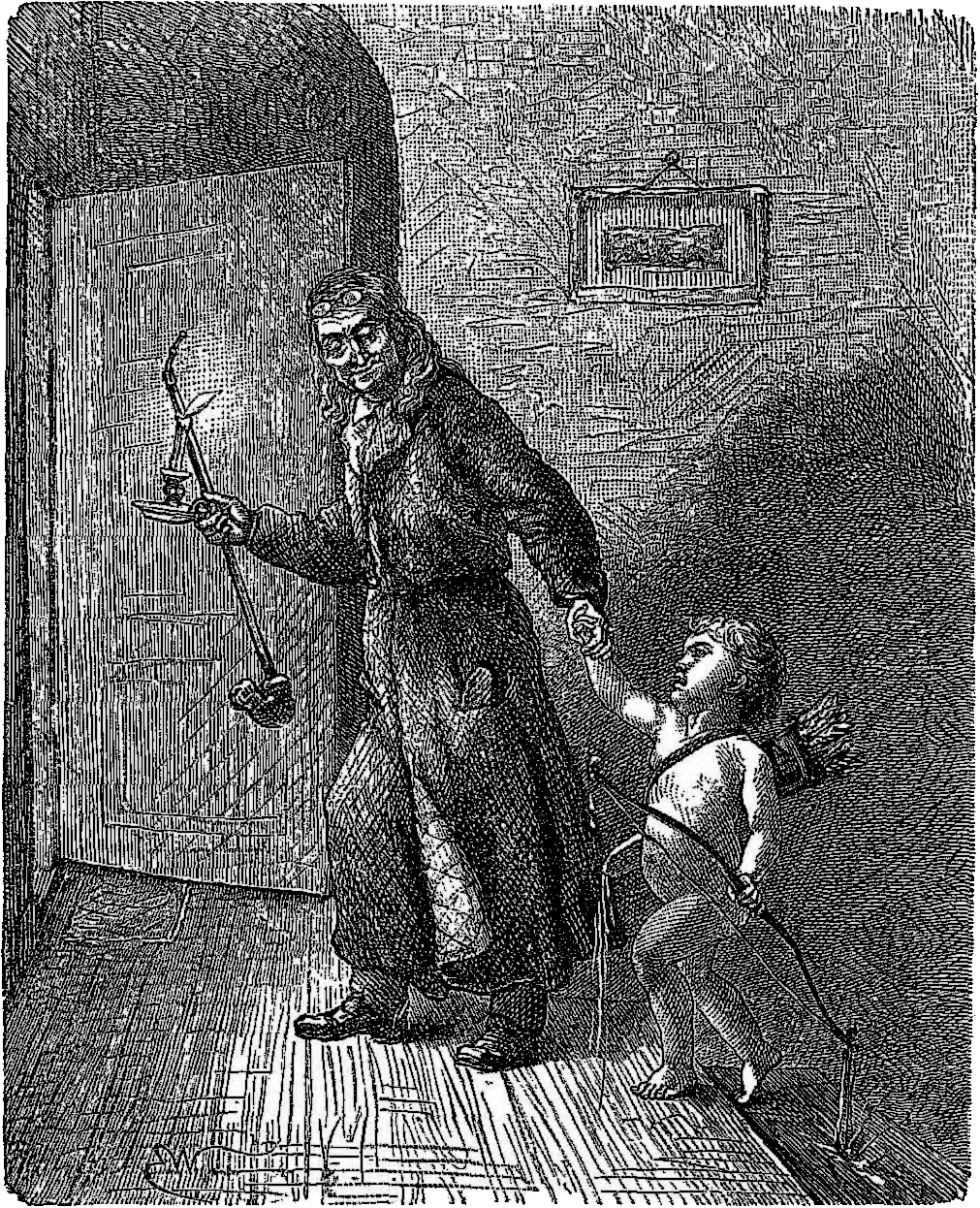
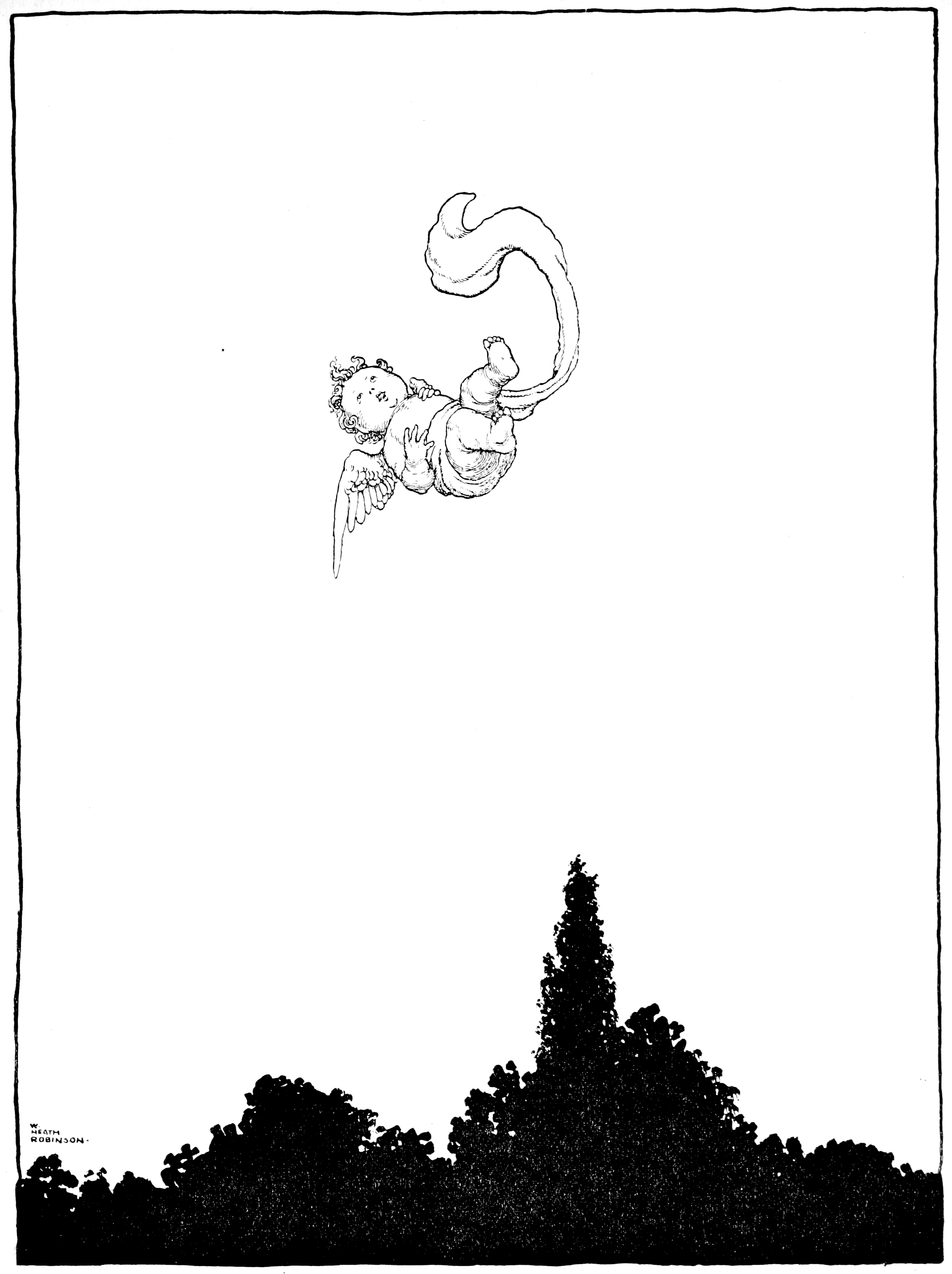